# Critical Mass (album)
Critical Mass est un album du Dave Holland Quintet.

## Description
Critical Mass intervient cinq ans après le dernier album du studio du quintet Not for Nothin' et trois ans après la sortie de l’album live Extended Play: Live at Birdland et c’est la première apparition du batteur Nate Smith qui remplace Billy Kilson. L’album présente les mêmes caractéristiques que les précédents de la formation et continue d’établir le « style Holland ». Un style constitué de mesures asymétriques, de rythmes complexes, de mélodies post-bop, d’improvisations concomitantes et de structures composites qui forment une musique à plusieurs couches. Mais comme à son habitude Holland se montre très démocratique et laisse chaque musicien amener sa propre touche à l’ensemble par leur solos d’abord mais aussi en jouant leur compositions,,.

## Titres
1. The Eyes Have It (Holland) (7:00)
2. Easy Did It (Holland) (11:17)
3. Vicissitudes (Potter) (9:58)
4. The Leak (Smith) (5:45)
5. Secret Garden (Holland) (8:42)
6. Lucky Seven (Holland) (8:36)
7. Full Circle (Eubanks) (12:15)
8. Amator Silenti (Nelson) (9:17)

## Musiciens
- Dave Holland – Basse
- Chris Potter – Saxophones Soprano, Alto et Ténor
- Robin Eubanks – Trombone et Cowbell
- Steve Nelson – Vibraphone et Marimba
- Nate Smith – Batterie